# Regne de Niya
Niya era un principat de Síria, situat al sud d'Alep, generalment identificat amb Qalat al-Mudiq, a la vora de l'Orontes i fronterer amb Alalakh.
Se sap que va ser vassall dels reis de Iamkhad (Alep). Cap a l'any 1500 aC el regne de Mitanni el va sotmetre, en unes batalles on es va imposar a Iamkhad. Pocs anys després, potser el 1485 aC, Tuthmosis III, faraó d'Egipte, va ocupar el regne.
Subiluliuma I, rei hitita, va fer la seva primera expedició a Síria cap al 1340 aC. Addu-Nirari príncep de Nuhase occidental, vassall egipci, es va oposar al rei hitita i va formar una coalició amb Itur-Addu rei de Mukish (Alalakh) i Aki-Tesup rei de Niya i junts van atacar Ugarit. Niqm-Addu II, rei d'Ugarit, no havia volgut participar en la lluita contra els hitites. Els atacs continuats d'Alalakh-Mukish, Niya i Nuhase sobre Ugarit van obligar el rei Niqm-Addu II a declarar-se vassall del rei hitita al que va pagar un tribut. Subiluliuma va enviar tropes que van expulsar els atacants i al mateix temps va capturar Alalakh. Poc després se li va sotmetre Takuwa, que els hitites anomenaven "rei de Niya", germà d'Aki-Tesup de Niya, que probablement governava algun districte com a vassall de son germà. Al seu retorn, Aki-Tesup, fidel als egipcis, li va confiscar els territoris que posseïa i els capitosts del regne, Hesmiya, Habahi, Birriya i Nirwabi, van mobilitzar les seves forces i es van unir a les de l'anomenat rei d'Arahati, Akiya, probablement destronat i en guerra, i junts van conquerir la ciutat d'Arahati i després van utilitzar les forces combinades per formar una coalició contra els hitites. Però Subiluliuma els va derrotar i els va fer presoners a tots i se'ls va emportar ca a Hatti quan va tornar.
Després de la victòria sobre Niya, Subiluliuma es va dirigir al sud, en direcció a Qatna. Niya es va incorporar al regne de Khalap creat per a un fill del rei hitita, Telepinus I de Khalap.